# Which KU do you like?
『Which KU do you like?』（ウィッチ・クー・ドゥー・ユー・ライク）はKUのミニ・アルバム。2017年8月23日、ビーイングから発売された。

## 収録曲
1. LOVE CHASER
作詞：KU　作曲・編曲：Nakkey
2. SPECIAL TIME
作詞：KU　作曲・編曲：Nakkey
3. LOVE SONG ～moonlit Waikiki～
作詞・作曲：吉幾三（英訳：Albert Ajimura）　編曲：Nakkey
2024年11月13日発売の1枚目のシングル「LOVE SONG 〜moonlit Waikiki〜 feat. Herb Ohta, Jr./似たもの父娘」の1曲目で、Herb Ohta, Jr.とデュエットする形でリメイク。
4. ANYWHERE ANYTIME
作詞：角本雄亮、Chan（英訳：Jina Horikawa）　作曲・編曲：角本雄亮
5. LOADSTONE
作詞：角本雄亮、Chan（英訳：Jina Horikawa）　作曲・編曲：角本雄亮
6. YUKIGUNI
作詞・作曲：吉幾三（英訳：Albert Ajimura）　編曲：Nakkey、coba84
7. POWER STATION
作詞：KU　作曲・編曲：Nakkey